# Gare de Marquillies
La gare de Marquillies est une gare ferroviaire française de la ligne de Fives à Abbeville, située sur le territoire de la commune de Marquillies dans le département du Nord, en région Hauts-de-France. 
C'est une halte voyageurs de la Société nationale des chemins de fer français (SNCF), desservie par des trains TER Hauts-de-France.

## Situation ferroviaire
Établie à 22 mètres d'altitude, la gare de Marquillies est située au point kilométrique (PK) 22,486 de la ligne de Fives à Abbeville, entre les gares de Don - Sainghin et de Salomé.

## Service des voyageurs

### Accueil
Halte SNCF, c'est un point d'arrêt non géré (PANG) à accès libre.
Un distributeur de tickets régionaux est installé sur le quai 2 (direction Lille), ainsi que deux valideurs Pass Pass sur chaque quai.

### Desserte
Marquillies est desservie par des trains TER Hauts-de-France qui effectuent des missions entre les gares de Lille-Flandres et de Béthune.

### Intermodalité
Le stationnement des vélos et des véhicules est possible à proximité de la gare.
La gare est desservie par la ligne 61, 930 et par la ligne sur réservation 61R du réseau Ilévia.

## Patrimoine ferroviaire
Le bâtiment voyageurs d'origine, bien que transformé en habitation, a été démoli entre 2008 et 2015. 
Ce bâtiment, qui comprenait initialement un seul volume, à étage de trois travées, a été agrandi, avant 1914 : 
- la partie à étage gagna une travée supplémentaire, de l'autre côté de l'ancien pilastre d'angle ;
- deux ailes basses, d'une travée, se rajoutent de part et d'autre.

Contrairement à la gare de Loos-lez-Lille, située sur la même ligne et reconstruite avec une telle disposition à cause des destructions de 14-18, la gare de Marquillies conserva ses façades d'origine avec des frises, pilastres à bossages et bandeaux de brique.